# 힐베르트-폴리야 추측
틀:해석적 수론
틀:작용소이론
힐베르트-폴리야 추측（Hilbert–Pólya 推測, Hilbert–Pólya conjecture）는 리만가설의 증명 전략으로 제안된 수학적 가설이다. 이 추측은 자기수반 작용소의 스펙트럼이 리만 제타 함수의 비자명한 영점과 일치함을 보이면, 리만가설이 귀결된다는 내용을 담고 있다. 이는 양자역학, 연산자 이론, 스펙트럼 이론과의 밀접한 관련을 통해, 수학과 물리학 사이의 다리를 형성하는 핵심 사상 중 하나로 평가된다.

## 개념
힐베르트-폴리야 추측은 다음과 같은 명제를 전제로 한다：
모든 비자명한 영점 {\displaystyle \rho ={\tfrac {1}{2}}+i\gamma }를 고윳값으로 가지는 자기수반 연산자 {\displaystyle T}가 존재한다.
이는 {\displaystyle \mathrm {spec} (T)=\{\gamma \in \mathbb {R} \mid \zeta ({\tfrac {1}{2}}+i\gamma )=0\}}라는 등식을 의미하며, 스펙트럼 정리에 의해 {\displaystyle T}는 힐베르트 공간에서의 자기수반 연산자가 된다. 이로써 {\displaystyle \gamma \in \mathbb {R} }임이 보이므로, 리만가설의 결론인 {\displaystyle \mathrm {Re} (\rho )={\tfrac {1}{2}}}가 성립한다.

## 역사
이 추측은 다윗 힐베르트와 조지 폴리야의 구술적 사상에서 유래하며, 명시적으로 수식화된 바는 없으나, 20세기 중반 이후 알랭 콩느, 마이클 베리, 파벨 슬라브노프 등이 다양한 수학적 틀 안에서 이를 구체화하였다.

## 수학적 정식화
임의의 힐베르트 공간 {\displaystyle {\mathcal {H}}}에서 정의된 자기수반 작용소 {\displaystyle T}가 존재하여, 고유함수 {\displaystyle \psi _{n}\in {\mathcal {H}}}와 고윳값 {\displaystyle \lambda _{n}\in \mathbb {R} }에 대해
{\displaystyle T\psi _{n}=\lambda _{n}\psi _{n}}
이고, 제타 함수의 비자명한 영점이 {\displaystyle \rho _{n}={\tfrac {1}{2}}+i\lambda _{n}}라면, 리만가설은 자동적으로 성립한다.

## 물리학적 접근
양자역학에서는 해밀토니안 연산자의 고윳값이 입자의 에너지 준위에 해당하며, 이 추측은 제타 함수의 영점을 "스펙트럼"으로 해석하는 구조와 연결된다. 무작위 행렬 이론과 고이레 앙상블의 통계적 성질이 제타 함수 영점의 분포와 일치함도 이러한 물리적 유비를 지지한다.

## 주요 성과와 한계
- 하디는 임계선 위에 무한히 많은 영점이 있음을 보였고,
- 몽고메리의 짝수간격 추측과 오들리즈코의 수치 분석은 영점 간격의 통계가 물리계의 에너지 준위와 유사함을 보였다.
- 그러나 작용소 {\displaystyle T}의 명시적 구성은 아직 알려져 있지 않으며, 함수해석학적 난점이 크다.

## 관련 어휘
- 리만 제타 함수
- 자기수반 연산자
- 스펙트럼 정리
- 힐베르트 공간
- 양자역학
- 해밀토니안
- 무작위 행렬 이론

## 참고 문헌
- Alain Connes (1994). 《Noncommutative Geometry》. Academic Press.
- Michael Berry, Jonathan Keating (1999). 《H=xp and the Riemann Zeros》. SIAM Review.
- Montgomery, H.L. (1973). 《The Pair Correlation of Zeros of the Zeta Function》. American Mathematical Society.